# Sera Azuma
Sera Azuma (født 20. august 1999) er en japansk fægter.
Hun repræsenterede Japan ved sommer-OL 2020 i Tokyo, hvor hun blev elimineret i anden runde.
Ved sommer-OL 2024 i Paris vandt hun bronze i damernes holdkonkurrence.